# Пальтикино
Пальтикино (горномар. Пальтикäнäнгӹр) — деревня в Горномарийском районе Марий Эл Российской Федерации. Входит в состав Емешевского сельского поселения.
Численность населения — 47 чел. (2015 год).

## География
Располагается в 7,5 км от административного центра сельского поселения — села Емешево, на левом берегу реки Юнга.

## История
Впервые упоминается в 1859 году. В списках населённых мест Казанской губернии 1859 года упоминается под официальным названием околодок «Алмандайкина», в просторечии — «Палтык-Ангер», «Малая Янькино».

## Население
| 1859 | 2002 | 2010 | 2013 | 2014 | 2015 |
| ---- | ---- | ---- | ---- | ---- | ---- |
| 43   | ↗62  | ↘51  | →51  | ↘46  | ↗47  |